# Atwood (Kansas)
Atwood és una població dels Estats Units a l'estat de Kansas. Segons el cens del 2000 tenia 1.279 habitants.

## Demografia
Segons el cens del 2000, Atwood tenia 1.279 habitants, 577 habitatges, i 347 famílies. La densitat de població era de 474,8 habitants per km².
Dels 577 habitatges en un 23,4% hi vivien nens de menys de 18 anys, en un 52% hi vivien parelles casades, en un 6,6% dones solteres, i en un 39,7% no eren unitats familiars. En el 36,9% dels habitatges hi vivien persones soles el 20,3% de les quals corresponia a persones de 65 anys o més que vivien soles. El nombre mitjà de persones vivint en cada habitatge era de 2,12 i el nombre mitjà de persones que vivien en cada família era de 2,78.
Per edats la població es repartia de la següent manera: un 21,7% tenia menys de 18 anys, un 3,5% entre 18 i 24, un 21,7% entre 25 i 44, un 23,5% de 45 a 60 i un 29,6% 65 anys o més.
L'edat mediana era de 48 anys. Per cada 100 dones de 18 o més anys hi havia 84,2 homes.
La renda mediana per habitatge era de 30.221 $ i la renda mediana per família de 39.375 $. Els homes tenien una renda mediana de 27.768 $ mentre que les dones 19.063 $. La renda per capita de la població era de 16.161 $. Entorn del 4,5% de les famílies i el 10,7% de la població estaven per davall del llindar de pobresa.

## Poblacions més properes
El següent diagrama mostra les poblacions més properes.